# Neil Clement
Neil Clement (Reading, 3 ottobre 1978) è un ex calciatore inglese, di ruolo difensore.

## Biografia
È figlio di Dave, noto calciatore, e fratello dell'allenatore Paul.

## Palmarès

### Club

#### Competizioni nazionali
- Coppa d'Inghilterra: 1

Chelsea: 1996-1997